# Eupithecia subtilialis
Eupithecia subtilialis là một loài bướm đêm trong họ Geometridae.